# Karl Toko Ekambi
Karl Toko Ekambi (* 14. September 1992 in Paris) ist ein kamerunischer Fußballspieler. Der Stürmer war bis Januar 2024 kamerunischer Nationalspieler.

## Karriere

### Verein
Der in Paris geboren und aufgewachsene Toko Ekambi startete seine professionelle Karriere 2010 bei Paris FC. 2014 wechselte er zum Zweitligisten FC Sochaux. Sein Debüt für Sochaux-Montbéliard bestritt er am ersten Spieltag der Saison 2014/15 gegen US Orléans. In dieser Spielzeit stand er in allen 39 Pflichtspielen seines Vereins auf dem Platz und erzielte dabei 14 Tore. Nachdem er in der darauffolgenden Saison 2015/16 11-mal treffen konnte, wechselte zur Saison 2016/17 in die Ligue 1 zu SCO Angers. Die Saison 2017/18 begann für Toko Ekambi hervorragend. Mit 9 Toren in 18 Einsätzen erregte er das Interesse von englischen Premier-League-Vereinen. Ein konkretes Angebot von Brighton & Hove Albion wurde jedoch von Angers abgelehnt. Am 24. Februar 2018 erzielte Toko Ekambi die beiden Treffer beim 2:1-Auswärtssieg gegen OSC Lille. Mit diesem Sieg verließ Angers die Abstiegsränge, von welchen man sich danach fernhalten konnte. Toko Ekambi war mit 17 Toren und 6 Vorlagen ein wichtiger Faktor das Angers den Abstieg verhindern konnte.
Am 6. Juni 2018 wechselte Karl Toko Ekambi zum spanischen Primera-División-Verein FC Villarreal. Villarreal bezahlte für die Dienste Ekambis eine vereinsinterne Rekordablösesumme in Höhe von 18 Millionen Euro. Sein Debüt für die Gelben U-Boote bestritt er am 18. August 2018 gegen Real Sociedad. In seiner ersten Saison 2018/19 erzielte er in 34 Ligaspielen zehn Tore. Bis zu seinem Wechsel im Januar kam er in 18 Ligaspielen der Saison 2019/20 auf sechs Tore.
Am 20. Januar 2020 kehrte Karl Toko Ekambi auf Leihbasis zurück nach Frankreich, wo er sich für eine Gebühr in Höhe von vier Millionen Euro dem Erstligisten Olympique Lyon anschloss. Der Traditionsverein besitzt eine Kaufoption in Höhe von 11,5 Millionen Euro. Bereits sechs Tage später stand er beim 3:0-Heimsieg gegen den FC Toulouse in der Startformation und erzielte seinen ersten Treffer. In der aufgrund der COVID-19-Pandemie verkürzten Saison 2019/20 bestritt er acht Ligaspiele, in denen ihm zwei Tore gelangen.
Zum 1. Juli 2020 wechselte er für eine Ablösesumme in Höhe von 11,5 Millionen Euro permanent zu Olympique Lyon. Im Januar 2023 wurde der Spieler bis Saisonende an Stade Rennes ausgeliehen. Im Anschluss kehrte er nicht nach Lyon zurück, sondern wechselte auf die Arabische Halbinsel zum Abha Club.

### Nationalmannschaft
Sein Debüt für die kamerunische Nationalmannschaft bestritt Toko Ekambi am 6. Juni 2015 im 3:2-Auswärtssieg gegen Burkina Faso.
Er gewann mit seinem Heimatland 2017 den Afrika-Cup, zu dessen Gewinn er mit 4 Einsätzen im Laufe des Turniers – jedoch ohne Teilnahme im Finalspiel – beitrug.
Beim Afrika-Cup 2022 gelang ihm mit Kamerun der erneute Halbfinaleinzug, hier scheiterte die Mannschaft jedoch an Ägypten. Ekambi trug mit 5 Toren als zweitbester Torschütze des Turniers, hinter seinem Nationalmannschaftskollegen Vincent Aboubakar, maßgeblich zum Abschneiden Kameruns bei.
Im finalen Spiel der WM-Qualifikation 2022 gegen Algerien konnte er kurz vor Ende der Partie das entscheidende Tor erzielen. Damit qualifizierte sich die Nationalmannschaft Kameruns für die Weltmeisterschaft 2022 in Katar.
Nach dem Ausscheiden Kameruns im Achtelfinale des Afrika-Cups 2024 erklärte Toko Ekambi seinen Rücktritt aus der Nationalmannschaft.

## Erfolge und Auszeichnungen
SCO Angers
- Französischer Pokal: Finale 2016/17

Kamerun
- Afrika-Cup: Sieger 2017

Individuelle Auszeichnungen
- Spieler des Monats der Primera División: Oktober 2019